# Christian Piwarz

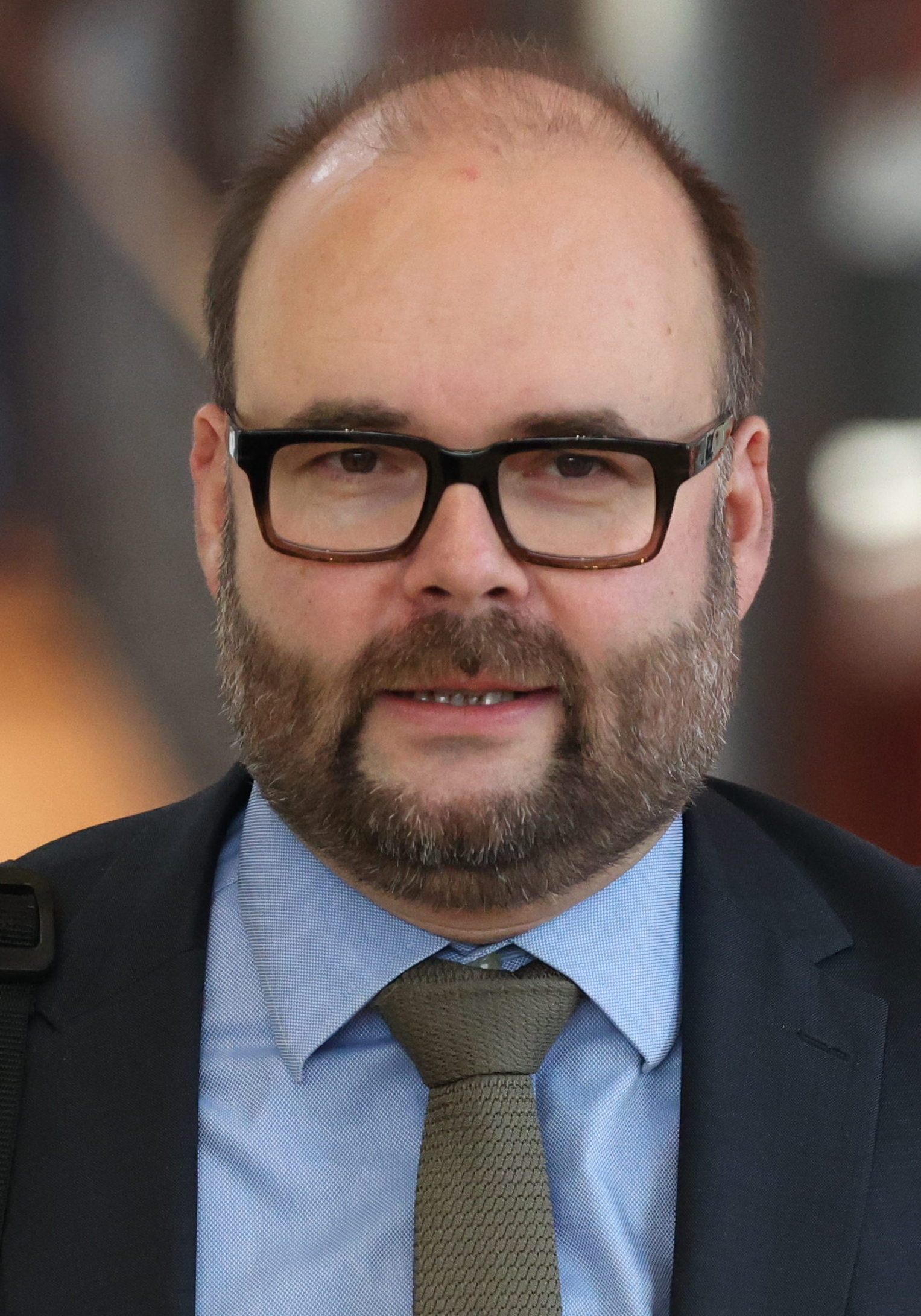
Christian Piwarz (2024)

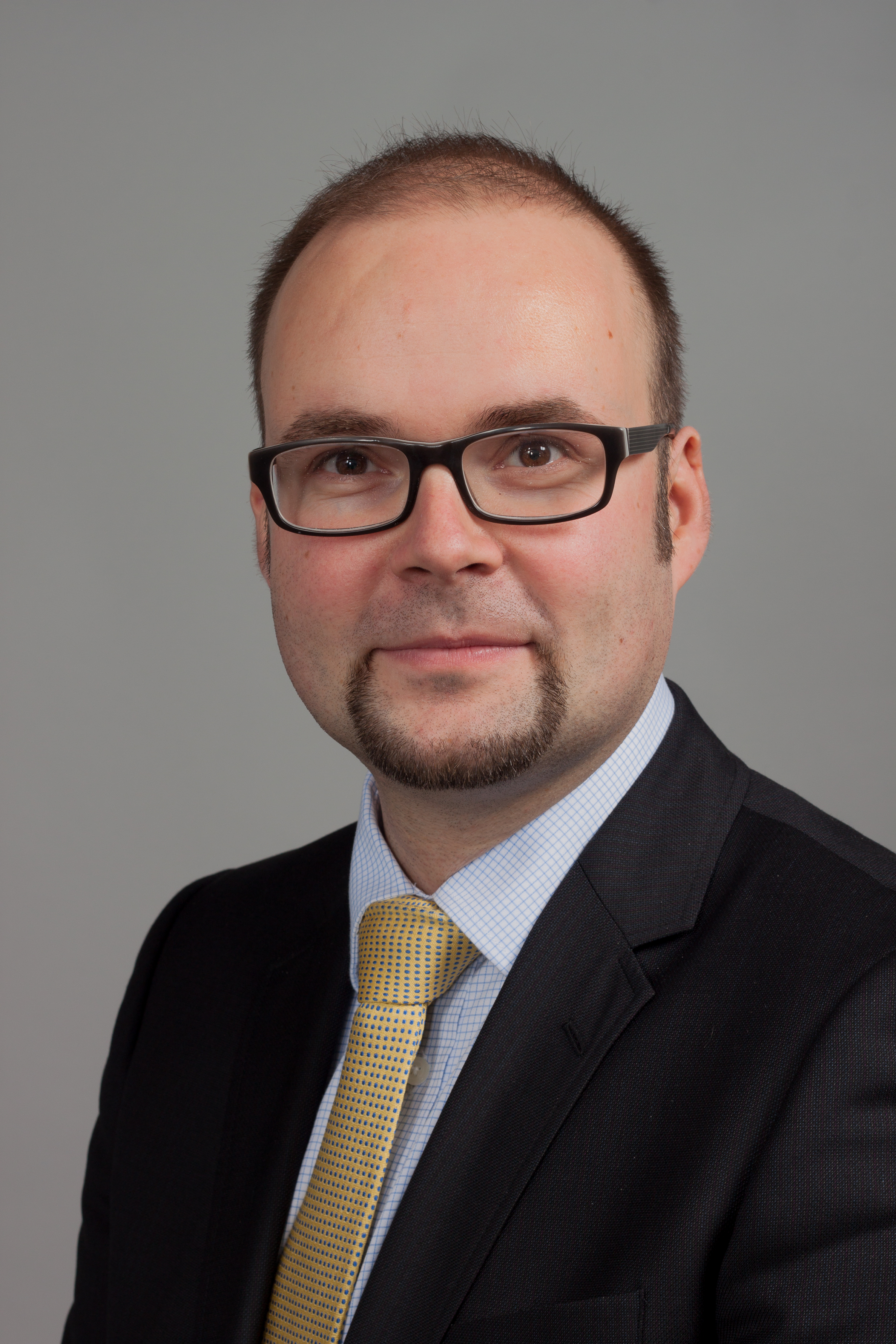
Christian Piwarz (2013)

Albert Erwin Christian Piwarz (* 23. Juli 1975 in Dresden) ist ein deutscher Politiker (CDU). Er ist seit 2006 Mitglied des Sächsischen Landtags. Seit 2024 ist er Sächsischer Staatsminister der Finanzen im Kabinett Kretschmer III. Zuvor war er von 2017 bis 2024 Sächsischer Staatsminister für Kultus in den Kabinetten Kretschmer I und Kretschmer II.

## Leben
Christian Piwarz leistete nach dem Abitur am Joseph-Haydn-Gymnasium in Dresden-Striesen von 1994 bis 1995 seinen Wehrdienst in Bad Frankenhausen und Dresden ab. Er studierte von 1995 bis 2001 Rechtswissenschaften an der TU Dresden. Im Juni 2001 legte er das Erste und nach dem Referendariat im Dezember 2003 das Zweite Juristische Staatsexamen ab. 2004 bis 2005 und wieder seit 2006 arbeitete er bis zum Antritt des Ministeramts im Dezember 2017 als selbständiger Rechtsanwalt in einer Dresdner Anwaltskanzlei und war von 2005 bis 2006 Referent in der Sächsischen Staatskanzlei.
Piwarz lebt in Dresden und hat drei Kinder.
Er ist seit 2005 Präsident des American Football Verbandes Sachsen e. V., des Landesverbandes des deutschen Dachverbandes American Football Verband Deutschland.

## Politik
Christian Piwarz gehört seit 2006 als Nachfolger für den ausgeschiedenen Uwe Albrecht dem Sächsischen Landtag an. Während der 4. Wahlperiode (von seinem Eintritt bis 2009) war er im Innenausschuss, im Ausschuss für Schule und Sport und im 1. Untersuchungsausschuss zur Sachsen-LB tätig.
Piwarz war Obmann der CDU-Fraktion im 2. Untersuchungsausschuss der 4. Wahlperiode des Sächsischen Landtags „Untersuchung der Verantwortung von Mitgliedern der Staatsregierung für etwaige schwerwiegende Mängel bei der Aufdeckung und Verfolgung krimineller und korruptiver Netzwerke unter Beteiligung von Vertretern aus Politik und Wirtschaft, von Richtern, Staatsanwälten und sonstigen Bediensteten der sächsischen Justiz, Polizei, von Landes- und kommunalen Behörden sowie für das Versagen rechtsstaatlicher Informations-, Kontroll- und Vorbeugungsmechanismen in Sachsen (Kriminelle und korruptive Netzwerke in Sachsen)“.
Bei der Landtagswahl 2009 zog Piwarz über ein Direktmandat im Wahlkreis Dresden 6 erneut in den Landtag ein. In der 5. Wahlperiode war er 1. stellvertretender Fraktionsvorsitzender und Parlamentarischer Geschäftsführer der CDU-Landtagsfraktion sowie Mitglied im Ausschuss für Geschäftsordnung und Immunitätsangelegenheiten, im Wahlprüfungsausschuss und von April 2012 bis 2014 eines von 19 Mitgliedern des sächsischen NSU-Untersuchungsausschusses „Neonazistische Terrornetzwerke in Sachsen“.
Bei der Landtagswahl in Sachsen 2014 errang Piwarz wiederum das Direktmandat in seinem Wahlkreis (nach einer Wahlkreisreform nun Dresden 2). Die CDU-Fraktion wählte ihn erneut zum 1. Stellvertretenden Fraktionsvorsitzenden und Parlamentarischen Geschäftsführer.
Er gehörte der 14. und 15. Bundesversammlung zur Wahl des Bundespräsidenten an.
In der Flüchtlingskrise in Europa ab 2015 kritisierte er gemeinsam mit anderen CDU-Politikern den Kurs der Bundeskanzlerin Angela Merkel.
Am 18. Dezember 2017 berief der sächsische Ministerpräsident Michael Kretschmer ihn in sein Kabinett als Staatsminister für Kultus.
Bei der Landtagswahl in Sachsen 2019 am 1. September 2019 errang Piwarz wiederum das Direktmandat in seinem Wahlkreis Dresden 2. Anschließend wurde er erneut zum Kultusminister ernannt.
Bei der Landtagswahl 2024 wurde er über das Direktmandat im Wahlkreis Dresden 3 erneut in den Landtag gewählt. Am 19. Dezember 2024 wurde Piwarz von Ministerpräsident Kretschmer in das Amt des Staatsministers der Finanzen berufen.

## Kritik
Piwarz wurde im Januar 2021 während der COVID-19-Pandemie angesichts der angespannten Pandemielage unter anderem von der GEW für die im Gegensatz zu anderen Bundesländern frühe Öffnung der Bildungseinrichtungen für Abschlussklassen kritisiert. Am 4. März 2021 setzte er den Wechsel in den Präsenzunterricht ab 15. März 2021 durch.
Der Landeselternrat Sachsen kritisierte Piwarz für die zu positive Bewertung der sächsischen Bildungspolitik während der Coronajahre und forderte stattdessen eine neutrale Bestandsaufnahme.